# Vickleby

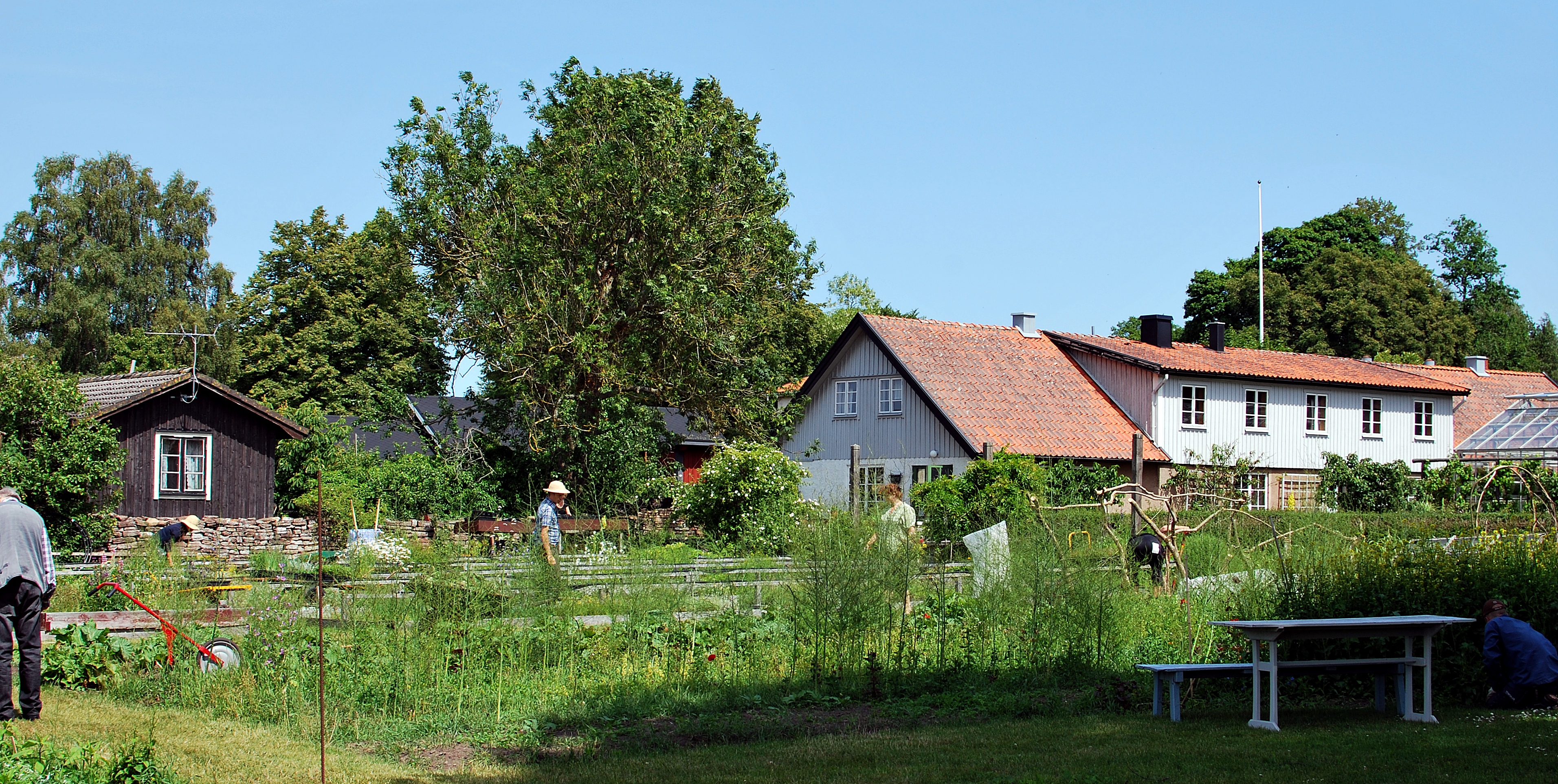
Capellagården

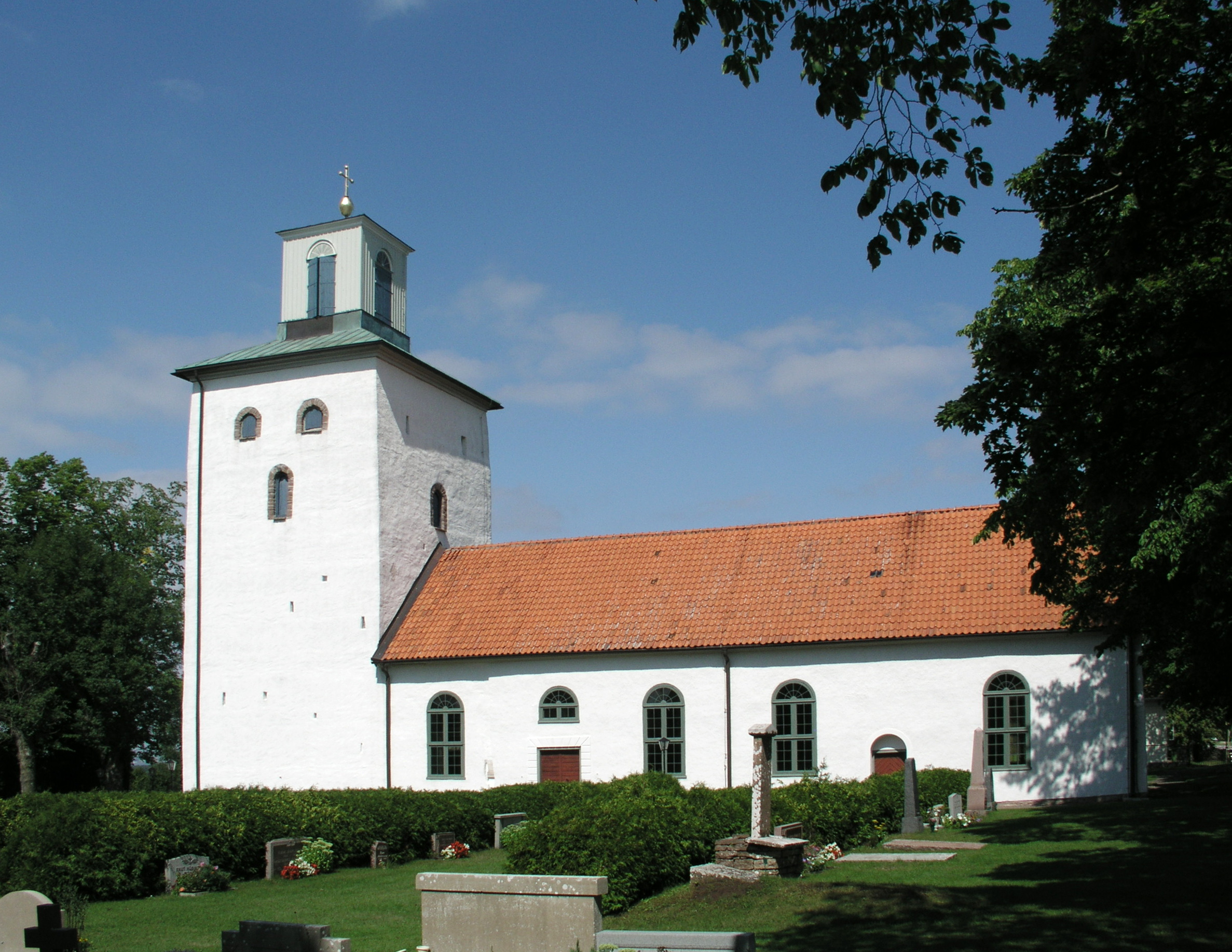
Vickleby kyrka

Vickleby är en tätort och kyrkby i Vickleby socken i Mörbylånga kommun i Kalmar län, belägen på sydvästra Öland cirka en mil söder om Färjestaden.
Vickleby ligger alldeles på kanten till Stora alvaret
Vickleby tillhör Unescos världsarv "Södra Ölands odlingslandskap".

## Befolkningsutveckling
| Befolkningsutvecklingen i Vickleby 1960–2020                                                               | Befolkningsutvecklingen i Vickleby 1960–2020 | Befolkningsutvecklingen i Vickleby 1960–2020 | Befolkningsutvecklingen i Vickleby 1960–2020 | Befolkningsutvecklingen i Vickleby 1960–2020 |
| --- | -------------------------------------------- | -------------------------------------------- | -------------------------------------------- | -------------------------------------------- |
| |                                              |                                              |                                              |                                              |
| År |                                              |                                              | Folkmängd                                    | Areal (ha)                                   |
| 1960 | 1960                                         |                                              | 352                                          |                                              |
| 1965 | 1965                                         |                                              | 325                                          |                                              |
| 1990 | 1990                                         |                                              | 152                                          | 32#                                          |
| 1995 | 1995                                         |                                              | 220                                          | 38#                                          |
| 2000 | 2000                                         |                                              | 331                                          | 71                                           |
| 2005 | 2005                                         |                                              | 310                                          | 73                                           |
| 2010 | 2010                                         |                                              | 320                                          | 73                                           |
| 2015 | 2015                                         |                                              | 438                                          | 147                                          |
| 2020 | 2020                                         |                                              | 456                                          | 148                                          |
| Anm.: Kallades "Vickelby" 1960-1965. Ej tätort 1970-1980. Införlivade 2015 småorten Karlevi. # Som småort. |                                              |                                              |                                              |                                              |

## Samhället
Den runt 800 meter långa välbevarade och pittoreska bygatan är en sevärdhet. I Vickleby finns också en av Ölands längsta och bäst bevarade rader av väderkvarnar med sex väderkvarnar.

## Personer med koppling till orten
Konstnärer och diktare har hämtat inspiration här. Bland annat uppstod Konstnärskolonin i Vickleby, kallad Vicklebyskolan, under andra världskriget på Bo pensionat, som grundades 1914 av Maja Uddenberg-Nording (1884-1972) och Gerda Ekström. Hennes make William Nording och Arthur Percy var de samlande gestalterna i kretsen av dessa konstnärer. Sommarboende i Vickleby var också textilkonstnären Ulla Schumacher-Percy. Pensionatet hade under många årtionden inte bara konstnärer, utan också en rad av landets ledande ämbets- och kulturpersoner som återkommande stamgäster. Verksamma i Vickleby under 1900-taletvar också konstnärerna Brita Ek, Ann-Mari Larsén och Einar Petersson.
Formgivaren Carl Malmsten grundade sin skola Capellagården mitt i Vickleby med konstnärlig inriktning, dit elever från hela världen, i synnerhet japaner, söker sig. Capellagården är också känd för sin örtagård.
Vickleby är sjuksköterskan och politikern Bertha Wellins barndomssocken.